# Liste der Nummer-eins-Hits in Kolumbien (2020)
Diese Liste der Nummer-eins-Hits in Kolumbien 2020 basiert auf den offiziellen Chartlisten der Promúsica Colombia. Die Charts basieren allein auf Musikstreaming.

## Singles
| ← 2019 ← | Liste der Nummer-eins-Hits in Kolumbien | Liste der Nummer-eins-Hits in Kolumbien | Liste der Nummer-eins-Hits in Kolumbien | 2021 →                    |
| \| Zeitraum \| Wo. ges. \| Interpret \| Titel Autor(en) \| Zusätzliche Informationen \| \| (Zeitraum, Wochen auf Platz eins, Interpret, Titel, Autor[en], zusätzliche Informationen) \| \| \| \| \| \| ----------------------------------------------------------------------------------------- \| -------- \| ------------------------------------- \| ------------------------------------------------------------------------------------------------------------------------------------------------------------------------------------------------------------------------------------------------------------------------------- \| ------------------------- \| \| 22. November 2019 – 27. Februar 2020 14 Wochen \| 14 \| Karol G & Nicki Minaj \| Tusa Onika Tanya Maraj, Kevyn Mauricio Cruz Moreno, Daniel Echavarría Oviedo, Carolina Giraldo Navarro, Juan Camilo Vargas Vásquez \| – \| \| 28. Februar 2020 – 2. Juli 2020 18 Wochen \| 18 \| J Balvin \| Rojo José Álvaro Osorio Balvín, Justin Rafael Quiles Rivera, Alejandro Ramírez Suarez, Luis Ángel O’Neill Laureano, Nicolas Ignacio Jaña Galleguillos \| – \| \| 3. Juli 2020 – 9. Juli 2020 1 Woche \| 1 \| Sech \| Relación Carlos Isaias Morales Williams, Jorge Valdes, Joshua Javier Mendez, Ramses Ivan Herrera Soto, Miguel Andres Martinez Perea \| – \| \| 10. Juli 2020 – 23. Juli 2020 2 Wochen (insgesamt 2) \| 2 \| Tainy & J Balvin \| Agua Jesús Manuel Nieves Cortez, Alejandro Ramírez Suarez, Alejandro Borrero, Kevyn Mauricio Cruz Moreno, Derek Drymon, Mark Harrison, Stephen Hillenburg, Marcos Efraín Masís Fernández, José Álvaro Osorio Balvín, Ivanni Rodriguez, Blaise Smith, Juan Camilo Vargas Vásquez \| – \| \| 24. Juli 2020 – 30. Juli 2020 1 Woche \| 1 \| J Balvin, Dua Lipa, Bad Bunny & Tainy \| Un Dia (One Day) Clarence Bernard Coffee, Alejandro Borrero, Dua Lipa, Benito Ariel Martinez, Marcos Efraín Masís Fernández, José Álvaro Osorio Balvín, Daystar Peterson, Ivanni Rodriguez \| – \| \| 31. Juli 2020 – 6. August 2020 1 Woche (insgesamt 2) \| 2 \| Tainy & J Balvin \| Agua Jesús Manuel Nieves Cortez, Alejandro Ramírez Suarez, Alejandro Borrero, Kevyn Mauricio Cruz Moreno, Derek Drymon, Mark Harrison, Stephen Hillenburg, Marcos Efraín Masís Fernández, José Álvaro Osorio Balvín, Ivanni Rodriguez, Blaise Smith, Juan Camilo Vargas Vásquez \| – \| \| 7. August 2020 – 29. Oktober 2020 12 Wochen \| 12 \| Maluma \| Hawái Bryan Snaider Lezcano Chaverra, Edgar Barrera, Kevin Mauricio Jiménez Londoño, Kevyn Mauricio Cruz Moreno, Juan Camilo Vargas Vasquez, Juan Luis Londoño Arias, Rene David Cano Rios, Stiven Rojas, Andrés Uribe Marín, Johan Esteban Espinosa Cuervo \| – \| \| 30. Oktober 2020 – 25. Februar 2021 17 Wochen \| 17 \| Bad Bunny & Jhay Cortez \| Dákiti Benito Antonio Martínez Ocasio, Gabriel Mora Quintero, Egbert Enrique Rosa Cintrón, Laner Nydia Yera, Jesús Manuel Nieves Cortez, Marcos Efraín Masís Fernández \| – \| |                                         |                                         | |                           |
| ← 2019 |                                         |                                         | | → 2021 →                  |
| Zeitraum | Wo. ges.                                | Interpret                               | Titel Autor(en) | Zusätzliche Informationen |
| (Zeitraum, Wochen auf Platz eins, Interpret, Titel, Autor[en], zusätzliche Informationen) |                                         |                                         | |                           |
| 22. November 2019 – 27. Februar 2020 14 Wochen | 14                                      | Karol G & Nicki Minaj                   | Tusa Onika Tanya Maraj, Kevyn Mauricio Cruz Moreno, Daniel Echavarría Oviedo, Carolina Giraldo Navarro, Juan Camilo Vargas Vásquez | –                         |
| 28. Februar 2020 – 2. Juli 2020 18 Wochen | 18                                      | J Balvin                                | Rojo José Álvaro Osorio Balvín, Justin Rafael Quiles Rivera, Alejandro Ramírez Suarez, Luis Ángel O’Neill Laureano, Nicolas Ignacio Jaña Galleguillos | –                         |
| 3. Juli 2020 – 9. Juli 2020 1 Woche | 1                                       | Sech                                    | Relación Carlos Isaias Morales Williams, Jorge Valdes, Joshua Javier Mendez, Ramses Ivan Herrera Soto, Miguel Andres Martinez Perea | –                         |
| 10. Juli 2020 – 23. Juli 2020 2 Wochen (insgesamt 2) | 2                                       | Tainy & J Balvin                        | Agua Jesús Manuel Nieves Cortez, Alejandro Ramírez Suarez, Alejandro Borrero, Kevyn Mauricio Cruz Moreno, Derek Drymon, Mark Harrison, Stephen Hillenburg, Marcos Efraín Masís Fernández, José Álvaro Osorio Balvín, Ivanni Rodriguez, Blaise Smith, Juan Camilo Vargas Vásquez | –                         |
| 24. Juli 2020 – 30. Juli 2020 1 Woche | 1                                       | J Balvin, Dua Lipa, Bad Bunny & Tainy   | Un Dia (One Day) Clarence Bernard Coffee, Alejandro Borrero, Dua Lipa, Benito Ariel Martinez, Marcos Efraín Masís Fernández, José Álvaro Osorio Balvín, Daystar Peterson, Ivanni Rodriguez                                                                                      | –                         |
| 31. Juli 2020 – 6. August 2020 1 Woche (insgesamt 2) | 2                                       | Tainy & J Balvin                        | Agua Jesús Manuel Nieves Cortez, Alejandro Ramírez Suarez, Alejandro Borrero, Kevyn Mauricio Cruz Moreno, Derek Drymon, Mark Harrison, Stephen Hillenburg, Marcos Efraín Masís Fernández, José Álvaro Osorio Balvín, Ivanni Rodriguez, Blaise Smith, Juan Camilo Vargas Vásquez | –                         |
| 7. August 2020 – 29. Oktober 2020 12 Wochen | 12                                      | Maluma                                  | Hawái Bryan Snaider Lezcano Chaverra, Edgar Barrera, Kevin Mauricio Jiménez Londoño, Kevyn Mauricio Cruz Moreno, Juan Camilo Vargas Vasquez, Juan Luis Londoño Arias, Rene David Cano Rios, Stiven Rojas, Andrés Uribe Marín, Johan Esteban Espinosa Cuervo                     | –                         |
| 30. Oktober 2020 – 25. Februar 2021 17 Wochen | 17                                      | Bad Bunny & Jhay Cortez                 | Dákiti Benito Antonio Martínez Ocasio, Gabriel Mora Quintero, Egbert Enrique Rosa Cintrón, Laner Nydia Yera, Jesús Manuel Nieves Cortez, Marcos Efraín Masís Fernández | –                         |